# بلیس (فیلم ۲۰۰۶)
«بلیس» (انگلیسی: Bliss (2006 film)) یک فیلم است که در سال ۲۰۰۶ منتشر شد.